# Пневматика
Пневма́тика (от на гръцки: πνεῦμα – дишане, дъх) – е раздел от физиката, изучаващ равновесието и движението на газовете, и се прилага в техниката като наука за използването на сгъстените газове, а също така и на механизмите и устройствата, които използват сгъстените газове за своята работа. Технически пневматиката е близка до хидравликата с тази разлика, че хидравликата използва несвиваеми флуиди.
Пневматичните механизми се използват широко в промишлеността. Аналогично на електрическите инсталации в промишлените предприятия се изграждат и тръбопроводни мрежи за подаване на сгъстен въздух (или друг газ).
Обикновено пневматичните устройства използват бутало и различни видове клапани за управление на потоците на въздуха (газа). Също така има цяла гама от устройства, които използват особеностите на динамиката на струите газ в канали с определена форма. Науката, която се занимава с това, се нарича пневмоника. В такива устройства няма подвижни части и са много устойчиви на температура и радиация.

## Общи приложения
Пневматиката е наука за всички технически приложения, при които се използва сгъстен въздух за да се изпълни определена работа. За разлика от пневметиката, то хидравликата използва течности за работна среда.
Въздухът под налягане се нарича сгъстен въздух. Сгъстеният въздух може да се използва по различен начин например като активен въздух за придвижване на материали (например при боядисване). Може да се използва за обдухване (почистване, изсушаване) и др. Пневматиката е само част от приложението на сгъстения въздух.
Стандартните инсталации за сгъстен въздух са с (6 – 7) [ bar]- бара налягане. При специални случаи се използва много по-високо налягане: например при производство на бутилки РЕТ до 40 бара.
Инсталациите за сгъстен въздух се състоят от генерация на сгъстен въздух, пречистване, разпределение и приложение. Сгъстеният въздух се генерира най-често в компресор като се използва атмосферния въздух и след подготовката, включваща филтриране и изсушаване, чрез тръбопроводна мрежа се транспортира до мястото на използване.
При пневматиката, сгъстеният въздух се подвежда до изпълнителния механизъм и посредством вентили се подава в определен момент към него, например на пневматичен цилиндър, и го задейства.

## Производство на сгъстен въздух
Сгъстения въздух се произвежда от компресор. Най-често чрез един електрически двигател се създава едно механично движение, което задвижва компресора. През входящите и изходящите клапани въздухът се засмуква и нагнетява и след това се подава директно към мрежата или преминава през резервоар за сгъстен въздух, служещ за изравняване на пулсациите и като буфер.
В зависимост от необходимото налягане и количество могат да се използват различни видове компресори. Например многостъпални бутални компресори се използват за по-високо налягане и по-малки количества. Винтовите компресори произвеждат сгъстен въздух с по-малко налягане и по-голямо количество.
Поради механичните и термодинамичните процеси по време на сгъстяването на въздуха се получава голямо количество топлинна енергия, което трябва да се отнеме от сгъстения въздух. При по-старите компресори тази топлина остава неизползвана. При тях тя сеотвежда чрез оребрения на загряващите се елементи. Необходимо е тази топлина да се използва или да се ограничава, за да се подобри КПД на компресора.

## Обработка на сгъстения въздух
Постигането на качество на сгъстения въздух е важно, защото замърсяването на сгъстения въздух води до влошаване на работата на пневматичната апаратура и машините и дори води до повреди. Обработката на въздуха става централно или на място. За отстраняване на твърдите замърсяване се използват филтри.
Отстраняването на водните пари от въздуха става с хладилни изсушители, абсорбционни изсушители или мембранни изсушители. Преди точката на използване обикновено се поставя една въздухо-подготвителна група, която осигурява качеството на сгъстения въздух, необходимо в конкретния случай. Това могат да са възли за отделяне на конденза, филтри за частици, регулатор на налягането и евентуално омаслители на въздуха.
Всички възли, които служат за подготовката на въздуха оказват съпротивление на въздушния поток. При това в зависимост от дебита на използване, се получава по-голям или по-малък пад на налягането.

## Приложения

### Въртящи се пневматични инструменти
- Шлайф машини
- Пневматични отвертки
- Зъболекарски машини

### Ударни пневматични инструменти
- Пневматичен чук

### Пневмо двигатели
- Бутални двигатели
- Турбинни двигатели

### Боядисване чрез пръскане
- Боядисване ниско налягане
- Боядисване високо налягане
- Електростатично боядисване

### Пневматичен транспорт
- Вакуумен транспорт
- Системи с ниско налягане
- Системи с високо налягане

### Въздушно лагеруване
- Шпиндели с въздушно лагеруване
- Транспортни конвейери за плоски детайли с въздушна възглавница

### Барбутиране
- Смесители
- Въздушни завеси

### Пневматично оръжие
- Въздушна пушка
- Страйкбол
- Пейнтбол

## Система за управление (вентили)
В пневматиката вентилите се означават като изпълнителни елементи, които извършват управлението на работните елементи.
Вентилите могат да бъдат с електронно, с ръчно и самостоятелно управление.

## Преимущества и недостатъци на пневматиката

### Предимства
- Могат плавно да се регулират силата и скоростта на пневматичния цилиндър.
- В сравнително малък обем могат да се реализират сравнително големи сили спрямо аналогични електрически решения.
- Пневматичните задвижвания позволяват притискане (задържане) без изразходване на мощност при прилагане натиск и сила.
- Пневматичните системи издържат на претоварвания и температурни колебания.
- Пневматичните задвижвания позволяват големи скорости (стандартен цилиндър до 1,5 m/s, мощен цилиндър 3 m/s, двигатели за сгъстен въздух до 100.000 min−1)
- Въздухът като задвижваща среда в повечето случаи осигурява достатъчно охлаждане на движещите се части.
- Малки пропуски в системата не предизвикват замърсяване на околната среда (само загуба на енергия)
- Пневматичните задвижвания са сравнително прости и по-безопасни спрямо същите електрически.

### Недостатъци
- В сравнение с хидравличните задвижвания, пневматичните сили и моменти са сравнително малки, тъй като работното налягане е под 10 bar (Пример:При диаметър от 200 mm и едно стандартно работно налягане от 6 bar се получава една сила на задействане от 18,8 kN). Същите по размери хидравлични съоръжения поради голямото налягане на флуида имат многократно по-голяма сила.
- При адиабатно разширение пневматичните компоненти могат да се изстудят и даже да замръзнат.
- Поради процеса на производство на сгъстен въздух и загуба на енергия при по-старите инсталации, общият КПД на инсталациите за сгъстен въздух е нисък.
- Излизащият въздух предизвиква шум. Има различни варианти за неговото намаляване.
- При различни приложения има по-високи изисквания към качеството на сгъстения въздух, като например брой на частиците, липса на масло или ниска точка на оросяване.
- Съдовете за сгъстен въздух трябва да се проверяват периодично за безопасна работа.
- Пропуските в пневматичните инсталации се откриват по-трудно.